# Alvin (Texas)
Alvin és una població dels Estats Units a l'estat de Texas. Segons el cens del 2000 tenia 21.413 habitants.

## Demografia
Segons el cens del 2000, Alvin tenia 21.413 habitants, 7.826 habitatges, i 5.603 famílies. La densitat de població era de 503,2 habitants/km².
Dels 7.826 habitatges en un 39,3% hi vivien nens de menys de 18 anys, en un 51,9% hi vivien parelles casades, en un 13,6% dones solteres, i en un 28,4% no eren unitats familiars. En el 23,4% dels habitatges hi vivien persones soles el 7,7% de les quals corresponia a persones de 65 anys o més que vivien soles. El nombre mitjà de persones vivint en cada habitatge era de 2,71 i el nombre mitjà de persones que vivien en cada família era de 3,22.
Per edats la població es repartia de la següent manera: un 29,7% tenia menys de 18 anys, un 11,1% entre 18 i 24, un 30,6% entre 25 i 44, un 19,3% de 45 a 60 i un 9,4% 65 anys o més.
L'edat mediana era de 31 anys. Per cada 100 dones de 18 o més anys hi havia 93,2 homes.
La renda mediana per habitatge era de 38.576$ i la renda mediana per família de 43.987$. Els homes tenien una renda mediana de 36.216$ mentre que les dones 22.580$. La renda per capita de la població era de 17.016$. Aproximadament el 10,8% de les famílies i el 13,3% de la població estaven per davall del llindar de pobresa.

## Poblacions més properes
El següent diagrama mostra les poblacions més properes.